# Ага Мухаммад Али Бехбехани
Ага Мухаммад Али Бехбехани (перс. محمدعلی بهبهانی‎), также известный как Керманшахи (1765—1837) — факих и влиятельный религиозный деятель в XVIII—XIX вв. (XII—XIII вв. по иранскому летоисчислению). Он известен своей ожесточённой борьбой с суфиями в период правления Каджаров.

## Биография
Мухаммад Али Бехбехани родился в 1765 году в Кербеле. Он был старшим ребёнком в семье. Часть своего детства провёл в г. Бехбехан. Образование получил в Керманшахе и Реште. Затем, прожив три года в Куме, Мухаммад Али Бехбехани вернулся в Керманшах. Он пользовался уважением у Ага Мухаммеда Шаха, так как был авторитетным научным и духовным деятелем. Поэтому шах призвал Бехбехани ко двору в качестве учителя. Мухаммад Али Бехбехани умер в 1837 году в Керманшахе.

## Борьба с суфиями
Широкую известность Мухаммаду Али Бехбехани принесла его ожесточённая борьба с суфиями. До него другие факихи и мухаддисы, среди них стоит отметить Алламе Хилли и Мухаммада Бакира Маджлиси, тоже вступали в конфликты с суфиями.
Активность суфиев росла, как и заинтересованность ими народа. Они странствовали группами из города в город. Мудрецы беспокоились о вере людей и предостерегали правителей о возможных последствиях. Некоторые из правителей приказывали изгонять суфиев из городов в то время, как другие — убивать и казнить их. В сложившейся ситуации Керманшах считался самым лучшим городом в Иране с точки зрения защищённости людей от влияния этого течения, потому что там находился Ага Мухаммад Али, который был духовным лидером города. Правоведы этого города говорили, что движение суфиев противодействует закону, и призывали запретить его.
Сторонники суфизма считали причиной борьбы Ага Мухаммада Али его зависть познаниям и целям Маасума Алишаха — духовного лидера суфиев. Некоторые называли действия Али Мухаммада ошибкой в иджтихаде. Стоит отметить, что Мухаммад Али до появления Маасума Ашихаша не был так серьёзно настроен против суфизма.
Сам Мухаммад Али Бехбехани утверждал, что суфизм — ошибочная религия, и поэтому после роста популярности этого течения среди народа он начал бороться с ним.
В 1832 году Ага Мухаммад арестовал Маасума Алишаха, как только тот приехал в Керманшах по приглашению суфиев, и запер его в своём доме. Новости об аресте Маасума Алишаха дошли до Хаджи Ибрагим-хана Ширази. Они с Мухаммадом Али начали обмениваться письмами, чтобы выяснить причину ареста суфия. Мухаммад Али сообщил об идеях и поступках Маасума Алишаха, описал его положение, он также прикрепил к своему последнему письму мнения других учёных и богословом Керманшаха о суфизме. В итоге, Мухаммаду Али удалось убедить Хаджу Ибрагим-хана Ширази и Фетх Али-Шаха в том, что суфизм нужно искоренить.
Вскоре Маасум Алишах был казнён, а его тело выброшено в реку Каресу.
В 1834 году по совету Ага Мухаммада Али и при помощи Хаджи Ибрагим-хана Ширази Фетх Али-Шах арестовал несколько суфиев вместе с Музаффаром Алишахом — учеником Нур Алишаха и одним из лидеров суфиев — и отправил их в Керманшах. Некоторое время Музаффар Алишах находился в доме Мухаммада Али. В 1835 году он умер при загадочных обстоятельствах. Его гибель связывают с Ага Мухаммадом. Несмотря на то, что официально он причастен только к убийству Маасума Алишаха, ему приписывают гибель многих представителей суфизма даже из других городов, например, из Тегерана. Поэтому он получил прозвище «убийца суфиев» и запомнился людям своей жестокостью.

## Другая деятельность
Ага Мухаммад Али обладал широкими познаниями во многих научно-технических сферах. Он был известным деятелем науки, многие выдающиеся учёные Ирана хотели с ним познакомиться. Также он был преподавателем персидской и арабской литературы. Ага Мухаммад Али был автором нескольких книг.
- «Магам-е Альфазль» (перс. مقامع الفضل) — сборник в виде вопросов и ответов на научно-техническую тему.
- «Хиратие» (перс. خیراتیّه) — книга, написанная в 1832 году, в которой он описал свою борьбу с суфизмом.
- «Сане альхадайе лахдайе альсане» (перс. سنّة الهدایة لهدایة السّنّة) — книга, посвящённая религиозному направлению шиитов-двунадесятников.